# Lacul Bonneville

Harta nord-vestului Statelor Unite în timpul pleistocenului, cu aproximativ 14.500 de ani de radiocarbon (~17.500 de ani calendaristici) în urmă

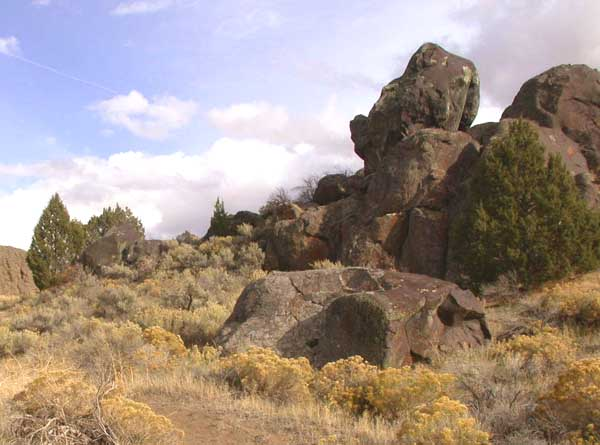
Bucăți de stâncă care au fost transportate de șuvoaie în jur de 100 km

Lacul Bonneville este un lac secat din vestul Statelelor Unite ale Americii. A existat într-o perioadă pluvială din pleistocenul târziu, în timpul ultimei ere glaciare, și a acoperit o mare parte din Utah de astăzi, dar și părți din Idaho la nord și din Nevada la vest. A dat naștere Marelui Lac Sărat și majorității lacurilor mai mici din Utah. A fost numit de Grove Karl Gilbert după Benjamin Bonneville, un ofițer și comerciant de blănuri care a explorat ținuturi din vestul Munților Stâncoși, Marele Bazin și Oregon.
Cu aproximativ 16.000 de ani în urmă, lacul a ajuns la cea mai mare întindere a sa de aproximativ 52.000 km² și a atins astfel dimensiunile lacului Michigan de astăzi. Adâncimea sa maximă era în jur de 300 m. În urmă cu aproximativ 14.000 de ani, lacul a spart malul de nord lângă trecătoarea Red Rock din Idaho de astăzi și, într-o inundație catastrofală, s-a revărsat în valea râului Snake River, scoțând la suprafață prin eroziune bazalturile Podisului Columbia, care încă și astăzi caracterizează peisajul în sistemul fluvial Snake-Columbia.

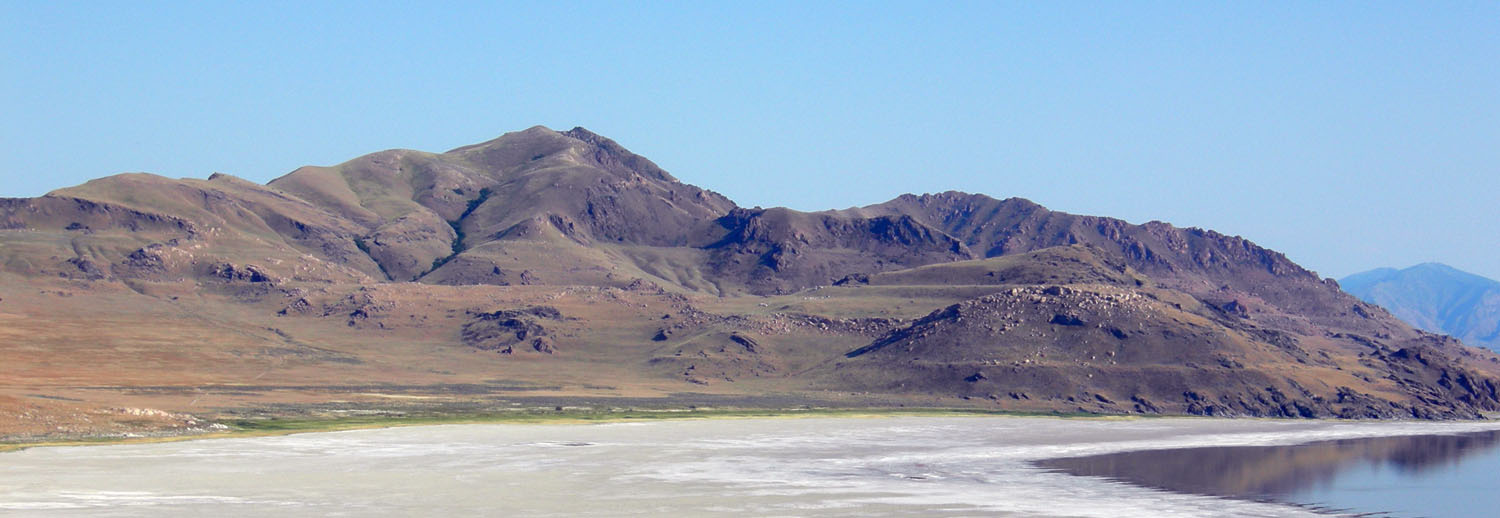
Liniile țărmurilor Lacului Bonneville încă vizibile pe versanții Antelope Island

Lacul Bonneville a avut niveluri și țărmuri fluctuante de-a lungul existenței sale, urmele cărora s-au păstrat sub formă de depozite de tuf și terase lacustre în diferite locații din Utah. Cel mai vechi țărm este Stansbury Level, care datează de aproximativ 22.000 de ani și avea un nivel al apei de 1351 până 1369 m deasupra nivelului mării. Acesta a fost urmat de nivelul Bonneville de acum aproximativ 16.000 de ani, cu 1600 m, și nivelul Provo cu 1480–1490 m de după inundațiile catastrofale de acum 14.500 de ani. Lacul a atins punctul cel mai de jos în urmă cu aproximativ 11.500 de ani și apoi a crescut din nou până la nivelul Gilbert de 1293-1305 m acum 10.000 de ani. Nivelul actual al apei Marelui Lac Sărat este de 1283 m. Urmele diferitelor țărmuri se văd cel mai bine pe insula Antelope din Marele Lac Sărat.
Ca și în cazul tuturor efectelor pluviale, cauza fluctuațiilor au fost schimbările climatice, atât de temperatură și, prin urmare, de evaporare, cât și de precipitații. Mineralele, în special sărurile, din apa lacului s-au precipitat în timpul evaporării și s-au concentrat pe fundul lacului care a secat treptat. Ele au format Marele Deșert de Sare la vest și sud-vest de Marele Lac Sărat, cu o suprafață de aproximativ 10.360 m. km², care este renumit pentru suprafața sa perfect netedă, motiv pentru care acolo se stabilesc recorduri de viteză în locul numit Bonneville Flats.
Inundația de acum aproximativ 14.000 de ani a lăsat și ea urme clare pe peisaj: în zona de lângă Red Rock Pass din sudul Idaho, la sud de Downey, se găsește locul unde s-a rupt malul lacului. Aici țărmul era format din conuri de dejecție nisipoase din perioadele geologice anterioare, care au cedat sub presiunea apei. Ruperea lor a scos la iveală roca de bază, care constă din dolomit cretacic, calcar și șisturi maro-deschis. De acolo și până în Pocatello fundul văii este pentru vreo 75 km plin de bolovanii și pietrișul din timpul inundației. Unele bucăți de rocă au fost duse mult mai departe.

## Curiozități
- În Munții Wasatch, la est de Logan, pe versantul de deasupra Autostrăzii SUA US-89, stă un stâlp de piatră care marchează nivelul apei la întinderea maximă a lacului acum aproximativ 16.000 de ani.
- Craterul Bonneville de pe Marte a fost numit după lac.
- Motocicleta Triumph Bonneville și-a primit numele deoarece Triumph și alți producători de motociclete au stabilit mai multe recorduri de viteză pe fundul lacului secat.